# Forêt de Kaingaroa

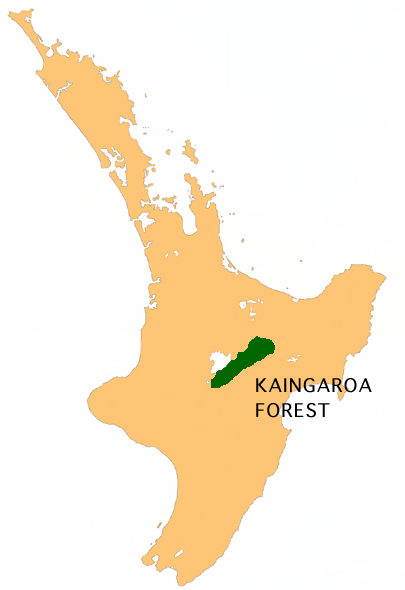
Emplacement de la forêt sur une carte de l'île du Nord

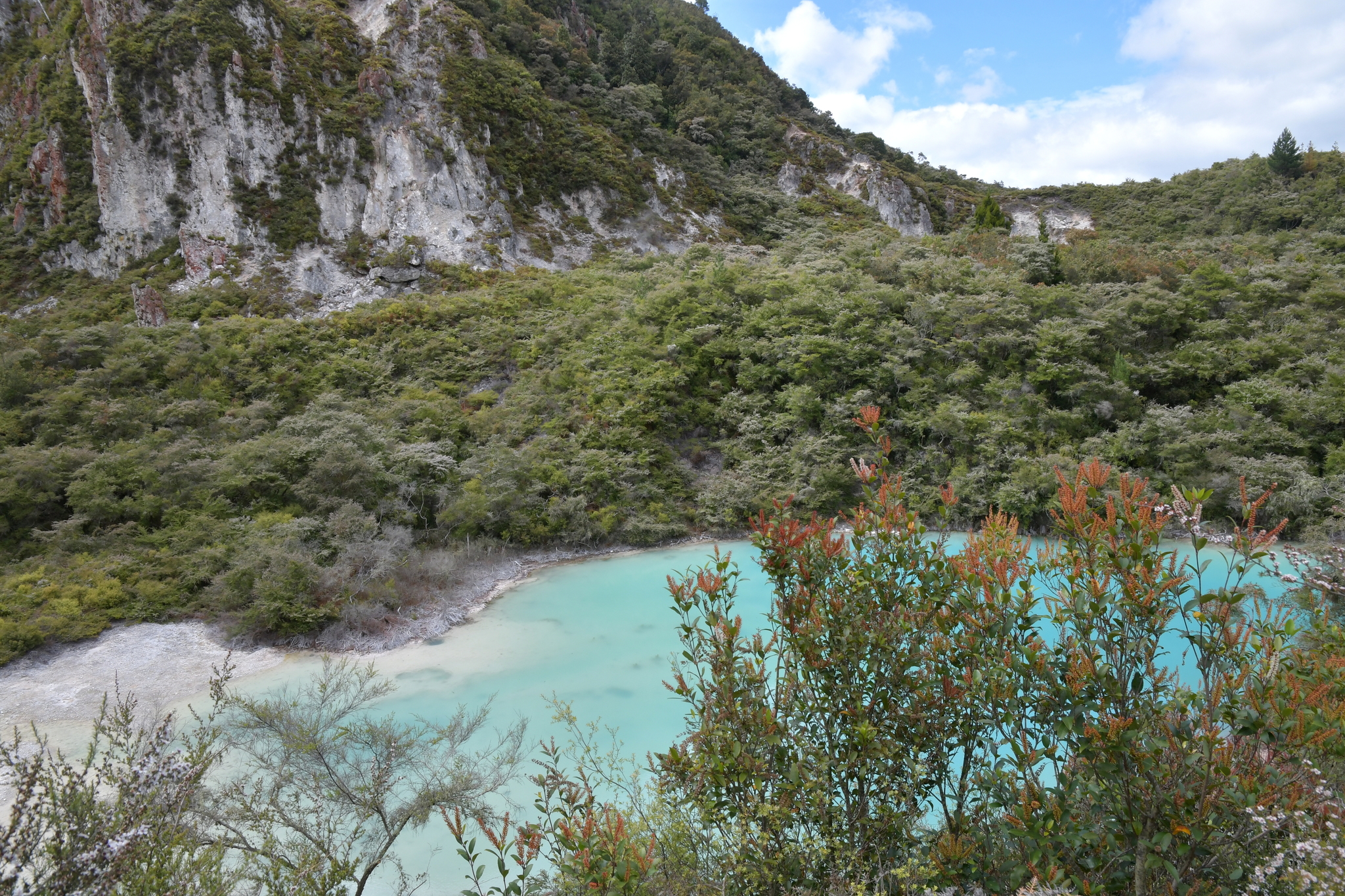

La forêt de Kaingaroa est la plus grande forêt de l'île du Nord de la Nouvelle-Zélande, ainsi que la plus grande sapinière de l'hémisphère sud.
La forêt couvre 2 900 km2 du centre de l'île du Nord, dans les régions de la Baie de l'Abondance et Gisborne. Elle s'étend du lac Taupo au sud jusqu'à Kaverau au nord et compte environ vingt millions d'arbres.
Le bureau central de la forêt se trouve au village de Kaingaroa, à 50 km au sud-est de Rotorua.
Jusqu'aux années 1980 elle était propriété du gouvernement néo-zélandais, et connue sous le nom de Kaingaroa State Forest.

## Source
- (en) Cet article est partiellement ou en totalité issu de l’article de Wikipédia en anglais intitulé « Kaingaroa Forest » (voir la liste des auteurs).